# Cronulla-Sutherland Sharks
Els Cronulla Sharks són un club professional de rugbi a 13 australià amb seu a Cronulla, Sydney. El club juga a la National Rugby League (NRL).